# Harleckinz
Harleckinz war eine englischsprachige Berliner Hip-Hop-Gruppe. Ihre bekanntesten Songs waren What Time Is It? und Berlin Love.

## Geschichte
1991 gründeten Big Sal (Markus Oergel alias Biggs, alias Montana), Doubleface (Jan Zech), Boogieman (später Mr. Knight) und DJ Jester die Gruppe Harleckinz. Bereits im Vorjahr hatten sie unter dem Namen Pure Science zusammengearbeitet. Den Bandnamen wählten sie, um auszudrücken, dass sie ebenso wie die Figur Harlekin das Publikum unterhalten wollen.
Zunächst versuchten sich die Harleckinz in den Vereinigten Staaten zu etablieren, wo sie als Vorgruppe verschiedener amerikanischer Gruppen auftraten und auch positive Kritiken bekamen, jedoch keinen Vertrag mit einem Label aushandeln konnten. So veröffentlichten sie stattdessen schließlich 1995 in Eigenregie die EP The Levels Below, die fünf Songs enthielt, und konzentrierten sich auf den deutschen Markt. Im darauf folgenden Jahr erschienen Songs der Harleckinz auf den Kompilationen 3 Years In Rugged Hip Hop und Griots.
Ende 1996 verließ DJ Jester die Gruppe. Zu dieser Zeit begründeten die Harleckinz zusammen mit Kinzmania, die zuvor als ihre Vorgruppe aufgetreten waren, die Hip-Hop-Crew Kinzmen Clikk (KMC). Später kamen TRIPLE-X Production und KC Da Rookee hinzu. DJ Perez von Triple X wurde fester DJ der Harleckinz.
Ende 1998 unterzeichneten die Harleckinz bei Superior Records/WEA Records. Im Folgejahr erschienen ihre Singles What Time is it? (Zeitgeist 2000) und Berlin Love, die beide in die Deutschen Single Top 40 gelangten. Berlin Love war von DJ Desue produziert worden. Im August 2000 brachten die Harleckinz ihr Debütalbum Now we’re taIKIN’ heraus.
Nach dem KMC-Album Kinzdom Come (2002) wurde es ruhig um die Gruppe inklusive die Harleckinz. Gründungsmitglied Big Sal verfolgte nun eigene Projekte wie das Weddinger Untergrundlabel Shok Muzik. Am 15. Juni 2011 starb er mit 35 Jahren an Knochenkrebs.

## Diskografie

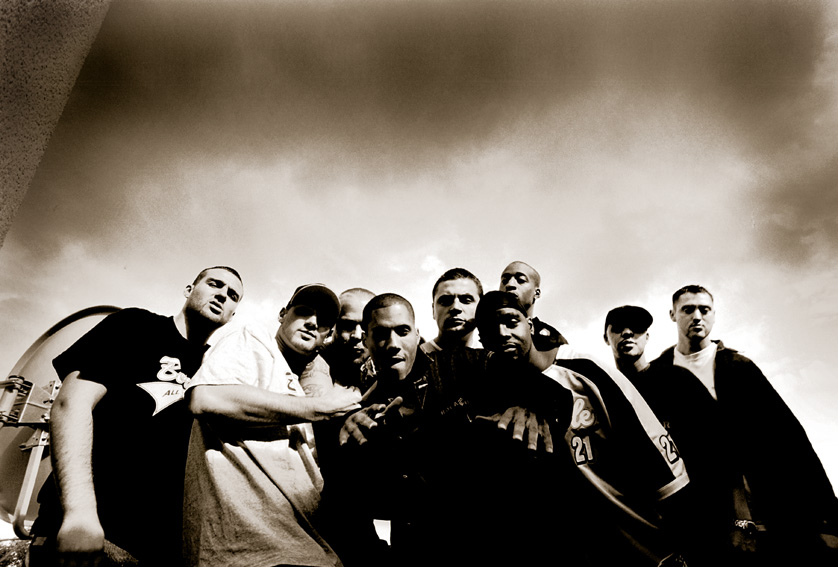
KMC in Berlin (2000)

### Studioalben
- 2000: Now We’re Talkin’ (WEA / Warner Music Group)

### EPs
- 1995: From the Levels Below (Eigenverlag)

### Singles
- 1998: Otra Vez (feat. Emilio Rodriguez)
- 1999: What Time Is It? (Zeitgeist 2.0.0.0)
- 1999: Berlin Love
- 2000: YNV

### Sonstiges
- 2003: Vol. 1 (Album von Team Eimsbush feat. Big Sal & Doubleface)[6]